# Wintersbourg
Wintersbourg (deutsch Wintersburg) ist eine französische Gemeinde mit 260 Einwohnern (Stand 1. Januar 2022) im Département Moselle in der Region Grand Est (bis 2015 Lothringen). Sie gehört zum Arrondissement Sarrebourg-Château-Salins und zum Kanton Phalsbourg.

## Geografie
Wintersbourg liegt etwa sieben Kilometer nordöstlich von Sarrebourg im Vogesenvorland auf einer Höhe zwischen 254 und 334 m über dem Meeresspiegel. Die mittlere Höhe des Ortes beträgt 320 m. Das Gemeindegebiet umfasst 3,95 km².
Auf dem Gemeindegebiet liegt die Quelle der Südlichen Zinsel, eines Zuflusses der Zorn.

## Geschichte

### Mittelalter
Wintersburg lag in der Büttelei Lohr.  Eine Besonderheit war, dass zwar die Büttelei Lohr insgesamt zur Herrschaft Lichtenberg gehörte, das Dorf Wintersburg aber nur zur Hälfte. Bei den beiden Landesteilungen der Herrschaft Lichtenberg, die um 1330 und im Jahr 1335 stattfanden, wurde der Lichtenberger Anteil an Wintersburg jeweils als Bestandteil dieser Herrschaft genannt. Er wurde dabei dem Landesteil der „mittleren Linie“, den Nachkommen Ludwigs III. von Lichtenberg, zugeordnet.
1396 wurden Büttelei und Dorf als Pfand für die Mitgift anlässlich der Heirat der Adelheid von Lichtenberg, Tochter von Johann IV. von Lichtenberg, mit Johann von Finstingen den Herren von Finstingen überlassen.
Auf dem Gemeindewappen sind die ehemaligen Herrschaften von Winterbourg zu sehen: oben der (hier) gebogene Sparren für die Herren von La Petite-Pierre, unten der silberne Balken der Finstinger.

### Neuzeit
Erst unter den Nachfolgern der Lichtenberger, den Grafen von Hanau-Lichtenberg, wurde die Pfandschaft Wintersburg 1544 wieder ausgelöst.
Während des Dreißigjährigen Krieges wurde der Ort komplett zerstört.
Mit der Reunionspolitik Frankreichs unter König Ludwig XIV. kam Wintersburg unter französische Oberhoheit. Durch den Frieden von Frankfurt 1871 wurde Wintersbourg deutsch und nach dem Ersten Weltkrieg als Wintersburg wieder französisch. Auch während  des Zweiten Weltkriegs war die Region von 1940 bis 1945 erneut ins Deutsche Reich eingegliedert.

### Bevölkerungsentwicklung
| Jahr      | 1962 | 1968 | 1975 | 1982 | 1990 | 1999 | 2007 | 2019 |
| Einwohner | 198  | 214  | 217  | 188  | 164  | 180  | 220  | 269  |

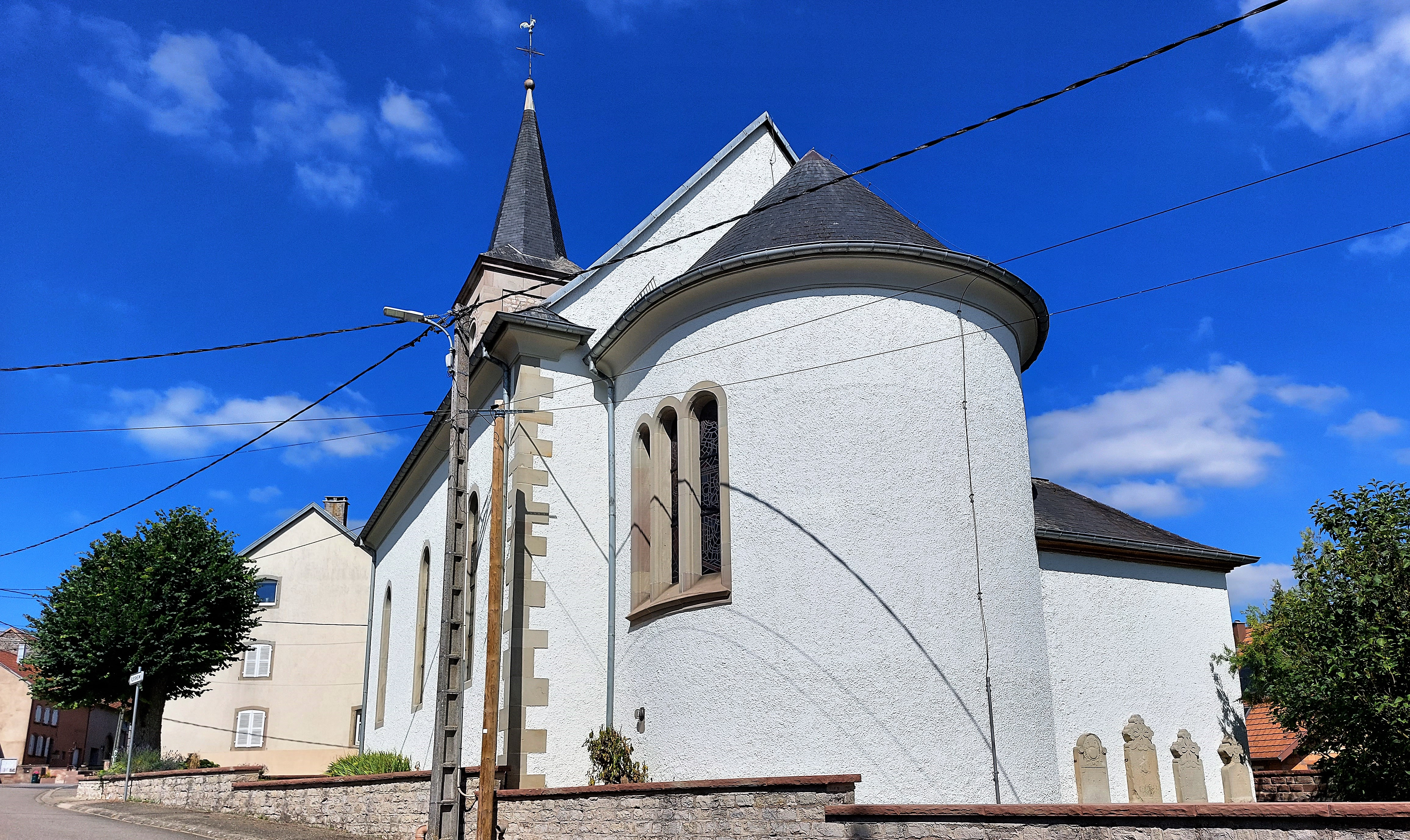
Lutherische Kirche Wintersbourg
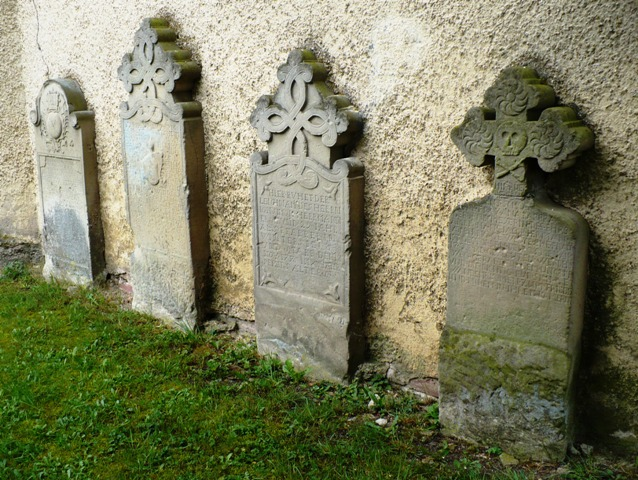
Grabsteine aus dem 18. Jahrhundert

## Belege
1. ↑  Wappenbeschreibung auf genealogie-lorraine.fr (französisch)